# Vi vandrar
Vi vandrar är en psalm med text och musik skriven av Per Harling.
Musikarrangemanget i Psalmer i 2000-talets koralbok är gjort av Britta Snickars.

## Publicerad i
- Psalmer i 2000-talet som nummer 890 under rubriken "Kyrkan, Anden - människor till hjälp".
- Hela familjens psalmbok 2013 som nummer 113 under rubriken "Tillsammans i kyrkan".[1]